# Nino Leutert
Nino Leutert (ur. 20 lutego 1999) – szwajcarski zapaśnik walczący w stylu wolnym. Zajął 40. miejsce na mistrzostwach świata w 2023. 
Dziesiąty na mistrzostwach Europy w 2024. Piętnasty w indywidualnym Pucharze Świata w 2020. Brązowy medalista MŚ wojskowych w 2025 roku.